# Sesto 1º Maggio (métro de Milan)
Sesto 1o Maggio est une station de la ligne 1 du métro de Milan, terminus de la ligne, située sur la commune de Sesto San Giovanni.